# Amigdalită
Amigdalita este o inflamație a amigdalelor, de obicei cu debut rapid. Aceasta este un tip de faringită. Simptomele pot include dureri în gât, febră, mărirea amigdalelor, dificultăți la înghițire și ganglionii limfatici măriți în gât. Complicațiile includ abces periamigdalian.
Amigdalita este cel mai frecvent cauzată de o infecție virală, iar aproximativ 5% până la 40% din cazuri sunt cauzate de o infecție bacteriană. Când este cauzată de bacteria Streptococcus grupa A, este numită ca faringită streptococică. Rar, bacterii precum Neisseria gonorrhoeae, Corynebacterium diphtheriae sau Haemophilus influenzae pot cauza această infecție. De obicei, infecția se transmite între oameni pe calea aerului. Un sistem de scor, precum scorul Centor, poate ajuta la diferențierea cauzelor posibile. Confirmarea poate fi efectuată prin tamponarea gâtului sau un test rapid streptococic.
Tratamentul implică ameliorarea simptomelor și scăderea riscului de apariție a complicațiilor. Pentru a reduce durerea se pot folosi paracetamol (acetaminofen) și ibuprofen. În cazul faringitei streptococice, este recomandată utilizarea penicilinei administrată oral. Pentru cei alergici la penicilină se pot folosi cefalosporine sau macrolide. La copiii cu episoade frecvente de amigdalită, amigdalectomia scade modest riscul unor viitoare episoade.
Aproximativ 7,5% dintre oameni au o durere în gât în orice perioadă de trei luni și 2% din oameni vizitează un medic pentru amigdalită în fiecare an. Aceasta este cel mai frecvent întâlnită la copii de vârstă școlară și apare, de obicei, în lunile de toamnă și iarnă. Majoritatea oamenilor se recuperează cu sau fără medicație. La 40% din oameni, simptomele dispar în termen de trei zile, iar la 80% în decurs de o săptămână, indiferent de prezența streptococului. Antibioticele reduc durata simptomelor cu aproximativ 16 ore.

## Semne și simptome
Semne și simptome frecvente includ:
- durere în gât[17]
- amigdale umflate și roșii
- durere la înghițire[17]
- temperatură ridicată (febră)
- dureri de cap
- oboseală
- frisoane

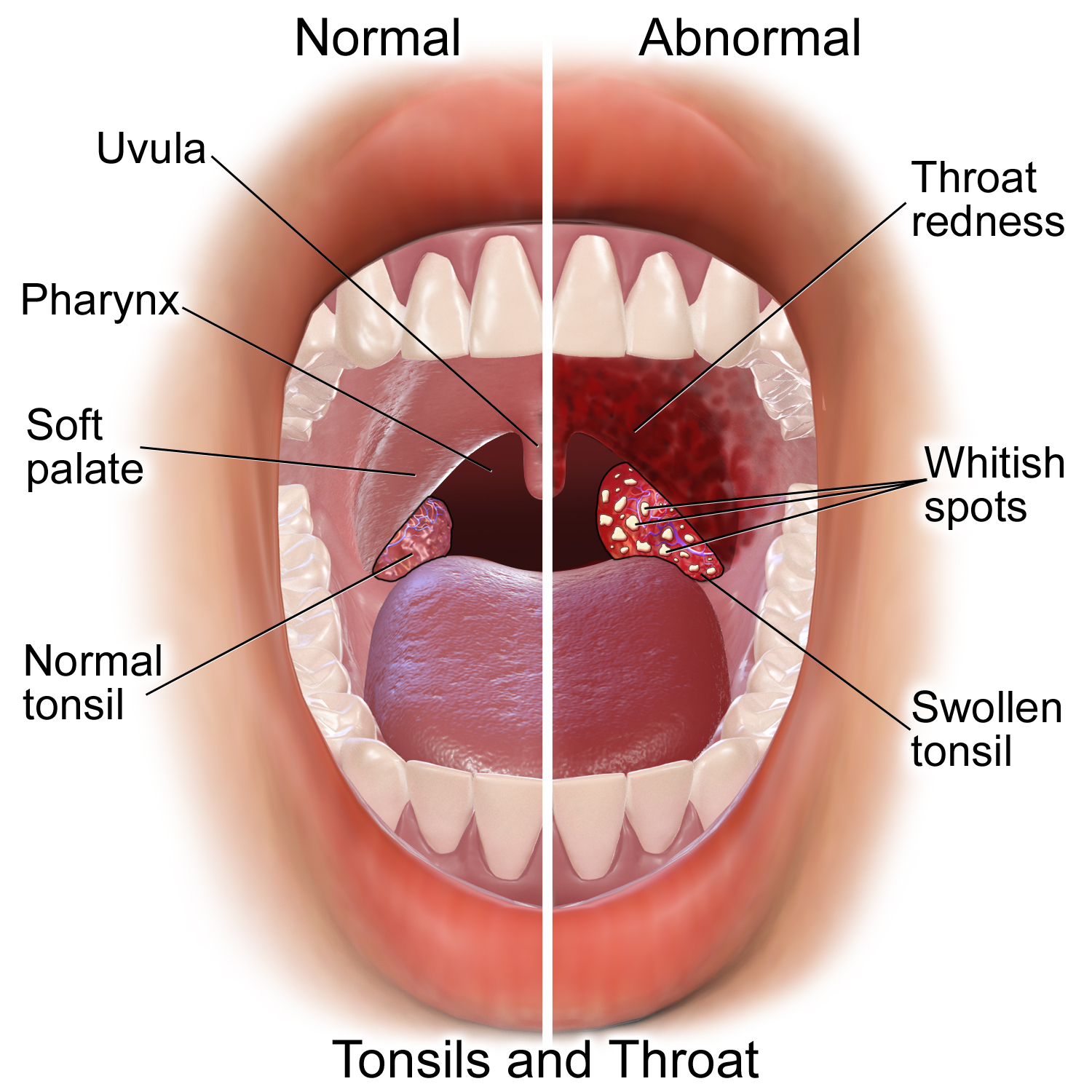
Ilustrare compararea normal amigdalelor anatomie și amigdalită

- un sentiment general de senzație de rău (stare generală de rău)
- puncte de puroi alb pe amigdale[17]
- umflarea ganglionilor limfatici în gât[17]
- durere în urechi sau gât
- pierdere în greutate
- dificultate la ingerarea și înghițirea lichidelor
- dificultate în a dormi

Simptome mai puțin frecvente includ:
- greață
- oboseală
- dureri de stomac
- vărsături
- respirație urât mirositoare (halitoză)
- modificări de voce
- dificultate la deschiderea gurii (trismus)
- pierderea poftei de mâncare
- anxietate/teamă de sufocare

În cazurile de amigdalită acută, suprafața amigdalelor poate fi de culoare roșu intens și cu zone sau dungi albe de puroi vizibile.
În până la 10% din populație pot apărea pietre pe amigdale de obicei din cauza episoadelor de amigdalită.

## Cauze

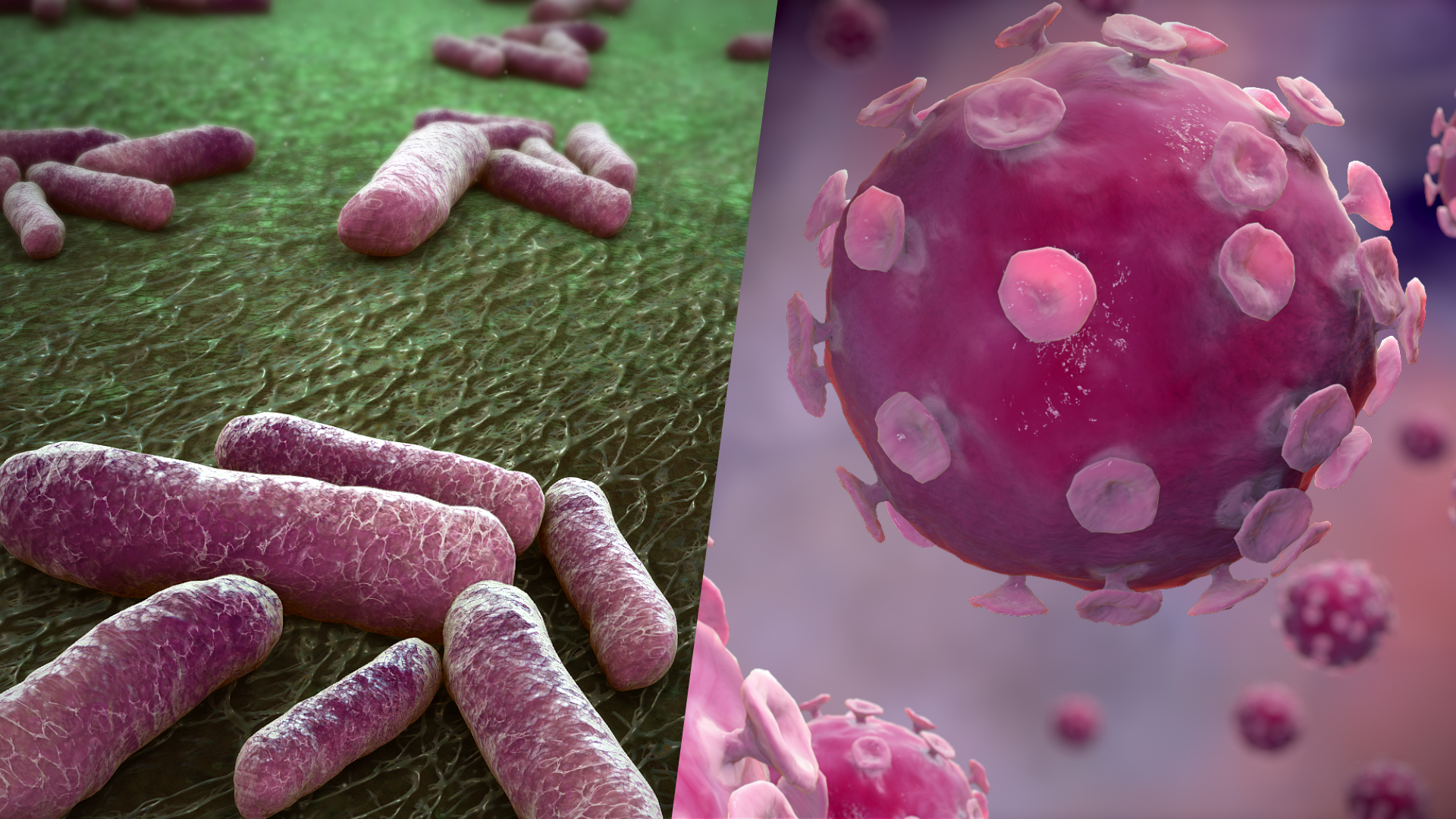
Bacteriile sau virusurile pot cauza amigdalita.

Cea mai frecventă cauză este o infecție virală. Aceasta reprezentă de la 50% la 80% din cazurile de durere în gât. Virusurile includ adenovirus, rinovirus, gripă, coronavirus și virusul respirator sincițial. Poate fi, de asemenea, cauzată de virusul Epstein-Barr, herpes simplex, citomegalovirus sau HIV. Aproximativ 1-10% din cazuri sunt cauzate de virusul Epstein-Barr.
A doua cea mai frecventă cauză este o infecție bacteriană, iar predominant este streptococul Grupa A β-hemolitic (GABHS), care cauzează faringita streptococică. Infecțiile bacteriene ale amigdalelor urmează, de obicei, infecției virale inițiale. Cauze bacteriene mai puțin frecvente includ Staphylococcus aureus (inclusiv tulpini rezistente de Staphylococcus aureus sau MRSA ), Streptococcus pneumoniae, Mycoplasma pneumoniae, Chlamydia pneumoniae, Bordetella pertussis, Fusobacterium sp., Corynebacterium diphtheriae, Treponema pallidum, Neisseria gonorrhoeae.
În amigdalite au fost implicate și bacterii anaerobe, iar acestea au și un posibil rol în procesul inflamator acut, susținut de mai multe observații științifice și clinice.
În condiții normale, virusurile și bacteriile care intră în organism prin nas și gură sunt filtrate în amigdale. În amigdale, celulele albe din sânge ale sistemului imunitar distrug virusurile sau bacteriile, prin producerea de citokine inflamatorii precum fosfolipaza A2, care duce la febră. Infecția poate fi, de asemenea, prezentă în gât și zonele înconjurătoare, cauzând inflamația faringelui.
Uneori, amigdalita este cauzata de o infecție de spirochete și treponeme, iar în acest caz se numește angina lui Vincent sau angina Plaut-Vincent.

## Diagnostic

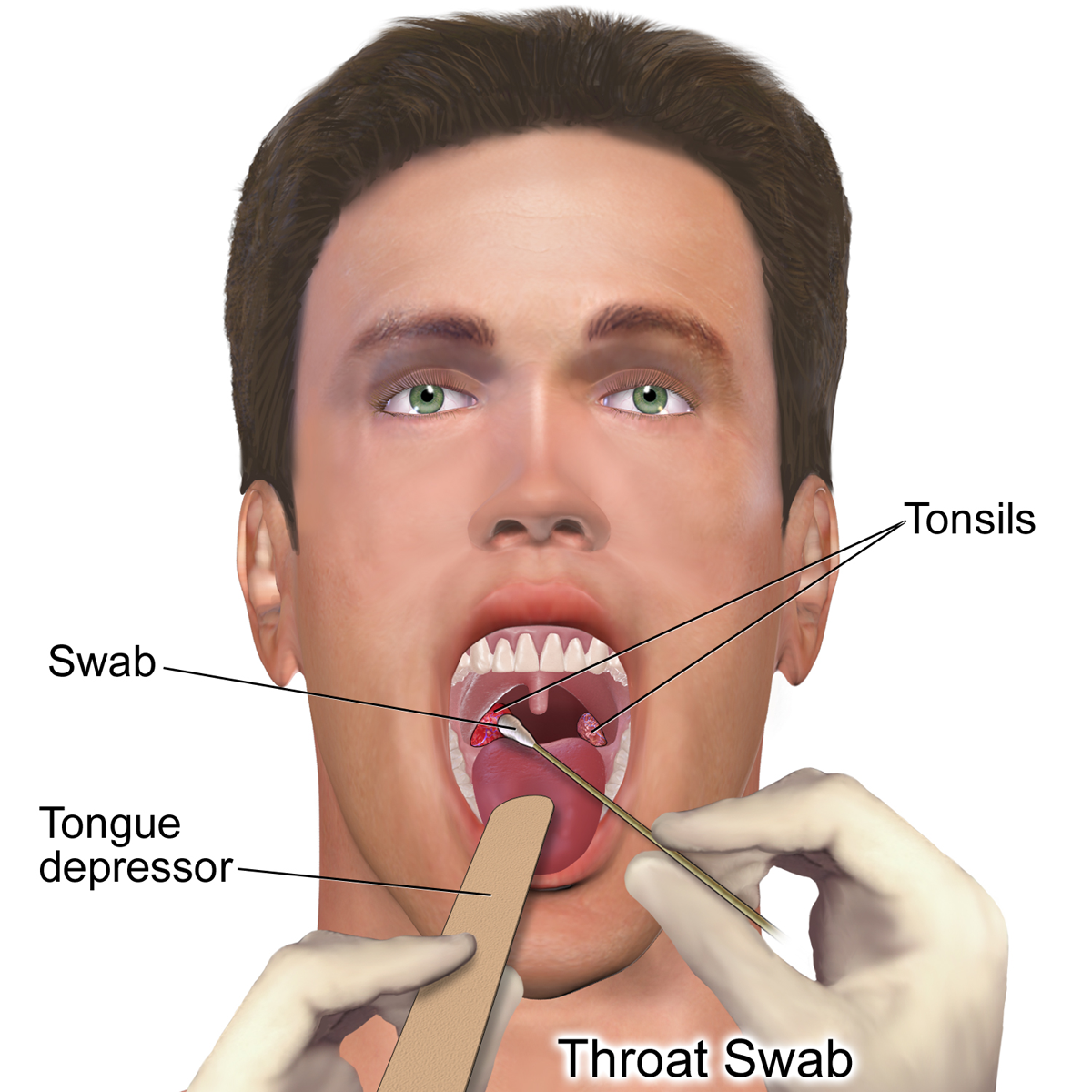
Tamponarea gâtului.

În clinicile de îngrijire primară, criteriile Centor sunt folosite pentru a determina probabilitatea infecției cu streptococ grupa A beta-hemolitic (GABHS) într-o amigdalită acută și, ca urmare, necesitatea antibioticelor pentru tratament. Cu toate acestea, criteriile Centor au punctele lor slabe în diagnosticarea precisă în cazul adulților. În plus, metoda este ineficientă în diagnosticul amigdalitei la copii și în mediile de îngrijire secundară (spitale). Există patru mari criterii în scorul Centor: prezența exudatului amigdalian, ganglioni limfatici dureroși, istoricul de febră, vârstă între 5 și 15 ani și lipsa tusei. Posibilitatea infecției GABHS crește o dată cu scorul. Probabilitatea de a avea GABHS este de 2-23% pentru scorul de 1 și 25-85% pentru scor de 4.
Diagnosticul amigalitei GABHS poate fi confirmat prin cultura probelor obținute prin tamponarea în gât și depozitarea pe un mediu de agar-sânge de oaie. Rata de izolare poate fi crescută prin incubarea culturilor în condiții anaerobe și utilizarea mediilor de cultură selective. O singură cultură are o sensibilitate de 90-95% pentru detectarea de GABHS (ceea ce înseamnă că GABHS este de fapt prezent în 5-10% din cazurile când cultura sugerează că este absent). Acest mic procent de rezultate fals negative reprezintă o parte din caracteristicile testului utilizat, dar pot apărea și dacă pacientul a primit antibiotice înainte de testare. Identificarea necesită 24 la 48 de ore de la prelevare, dar sunt disponibile și teste rapide (10-60 minute), care au o sensibilitate de 85-90%. Infecția reală cu GABHS este definită arbitrar ca prezența de mai mult de 10 colonii de GABHS per cultură în agar-sânge. La 40% din oameni fără nici un simptom, cultura poate fi pozitivă. Prin urmare, cultura nu este folosită în mod obișnuit în practica clinică pentru detectarea de GABHS.
Teste mai vechi de antigene detectează carbohidratul grupa A Lancefield de suprafață. Teste mai noi identifică serotipuri GABHS folosind acidul nucleic (ADN) sau reacția de polimerizare în lanț. Cultură bacteriană poate fi necesară în cazuri de teste streptococice rapide negative. O creștere în anticorpul antistreptolizină O (ASO) pentru 3-6 săptămâni după infecție acută poate oferi dovezi retrospective ale infecției GABHS și este considerată o dovadă definitivă a infecției GABHS.
Serologia virusului Epstein Barr poate fi testată pentru cei care ar putea avea mononucleoză infecțioasă cu un număr de limfocite normal în hemogramă. Investigații de sânge sunt necesare doar pentru cei cu internare în spital și care necesită antibiotice pe cale intravenoasă. Valori crescute ale fosfolipazei A2 secretate și metabolismul acizilor grași modificat la pacienții cu amigdalită poate avea utilitate în diagnosticare.
Endoscopia nazală poate fi folosită pentru cei cu dureri de gât severe și care se află în incapacitatea de a înghiți orice lichide pentru a exclude epiglotita și supraglotita. Endscopia nazală nu este recomandată la copii.

## Tratament
Tratamentele pentru a reduce disconfortul cauzat de amigdalită includ:
- medicamente pentru durere și febră, precum paracetamol (acetaminofen) și ibuprofen
- gargară cu apă caldă sărată, pastile mentolate sau lichide calde

Când amigdalita este cauzată de un virus, durata bolii depinde de ce virus este implicat. De obicei, o recuperare completă are loc în termen de o săptămână. Cu toate acestea, simptomele pot dura până la două săptămâni.

### Antibiotice
Dacă amigdalita este cauzata de streptococul grupa A, atunci antibioticele sunt utile, cu penicilina sau amoxicilina fiind alegerile principale. Cefalosporinele și macrolidele sunt considerate alternative bune la penicilină în cazurile acute. Macrolidele, precum azitromicina sau eritromicina, sunt utilizate pentru persoanele alergice la penicilină. Persoanele care nu răspund la terapia cu penicilină pot răspunde la tratamentul cu antibiotice eficiente împotriva bacteriilor producătoare de beta-lactamază, precum clindamicina sau amoxicilină-clavulanat. Bacteriile producătoare de beta-lactamază aerobe și anaerobe care locuiesc în țesuturile amigdaliene pot proteja streptococul de peniciline. Există diferențe semnificative în eficacitatea diferitelor grupuri de antibiotice în tratamentul amigdalitei. Antibioticele pe cale intravenoasă pot fi folosite pentru cei care sunt spitalizați cu incapacitate de a înghiți și care prezintă complicații. Antibioticele pe cale orală pot fi reluate imediat dacă starea persoanei se îmbunătățește clinic și aceasta este capabilă să înghită.

### Analgezice
Paracetamolul este recomandat pentru tratamentul durerii. Deși medicamentele antiinflamatoare nesteroidiene (AINS), precum ibuprofen și diclofenac, și opioidele, precum codeină și tramadol, sunt la fel de eficiente, trebuie să fie luate cu precauție deoarece AINS pot cauza ulcer peptic și sunt toxice pentru rinichi. Opioidele pot provoca depresie respiratorie pentru cei care sunt vulnerabili. În mod similar, la copii, paracetamolul și AINS pot fi folosite, iar codeina trebuie să fie utilizată cu precauție. Apa de gură cu anestezic poate fi de asemenea utilizată pentru ameliorarea simptomelor.

### Corticosteroizi
Corticorsteroizii sunt utili în reducerea durerii și ameliorarea simptomelor în 24-48 de ore. Corticosteroizii administrați pe cale orală sunt recomandați cu excepția cazului în care persoana este în imposibilitatea de a înghiți medicamente.

### Chirurgie
Cazurile cronice pot fi tratate prin amigdalectomie (îndepartarea chirurgicală a amigdalelor) ca metodă de tratament. Studiile arată că există doar un beneficiu modest pentru copiii supuși amigdalectomiei pentru cazuri cronice de amigdalită.

## Prognostic
De la apariția penicilinei în anii 1940, o preocupare majoră în tratamentul amigdalitei streptococice a fost prevenirea febrei reumatice și a principalelor sale efecte asupra sistemului nervos (coree Sydenham) și inimii. Dovezi recente sugerează că tulpinile reumatogenice ale streptococului grupa A beta-hemolitic au devenit semnificativ mai puțin răspândite și sunt acum prezente doar în zone restrânse, precum Salt Lake City, SUA. Acest lucru aduce în discuție raționamentul de a trata amigdalita ca mijloc de prevenire a febrei reumatice.
Complicații mai rare includ deshidratare și insuficiență renală din cauza dificultății la înghițire, căi respiratorii blocate din cauza inflamației și faringite ca urmare a răspândirii infecției.
Un abces poate dezvolta în laterala amigdalelor în timpul infecției, de obicei la câteva zile după debutul amigdalitei. Acest lucru este numit un abces periamigdalian.
Foarte rar, infecția se poate răspândi dincolo de amigdale rezultând în inflamația și infecția venei jugulare interne, dând naștere unei infecții septicemice (sindromul Lemierre).
În cazurile cronice/recurente (în general, definit ca șapte episoade de amigdalită în anul precedent, cinci episoade în fiecare dintre ultimii doi ani sau trei episoade în fiecare dintre ultimii trei ani) sau în cazuri acute în care amigdalele palatine devin atât de umflate încât înghițirea este afectată, amigdalectomia poate fi efectuată pentru a elimina amigdalele. Pacienții ale căror amigdale au fost eliminate sunt încă protejate de infecție de restul sistemului lor imunitar.
În faringita streptococică pot apărea boli foarte rare, precum febra reumatică sau glomerulonefrită. Aceste complicatii sunt extrem de rare în țările dezvoltate, dar rămân o problemă semnificativă în țările mai sărace. Amigdalita asociată faringitei streptococice netratată duce la tulburări pediatrice  neuropsihiatrice autoimune asociate cu infecții streptococice (PANDA).